# Jacob Axelsson Lindblom

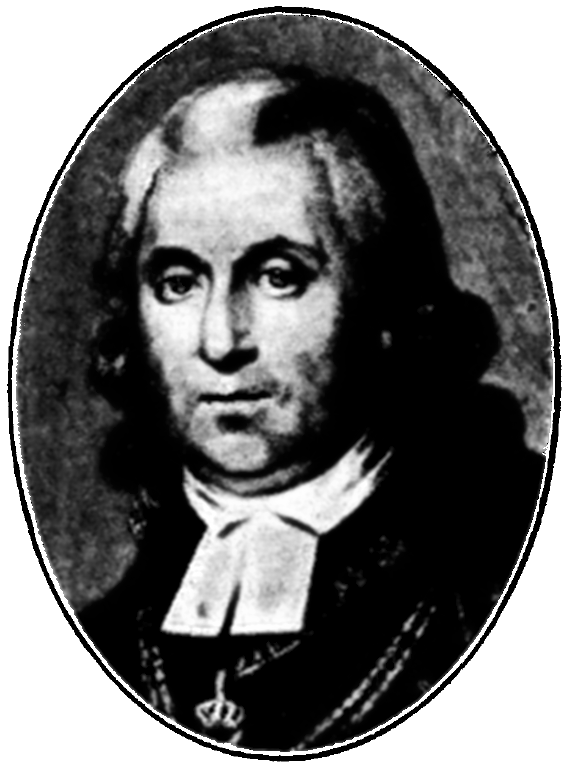

Jacob Axelsson Lindblom, auch einfach Jacob, Jakob oder JA Lindblom (* 27. Juli 1746 in Skeda, Östergötland (heute Teil der Kommune Linköping); † 15. Februar 1819 in Uppsala) war ein schwedischer Philologe und lutherischer Geistlicher, zuletzt Erzbischof von Uppsala. Er war einer der führenden Köpfe der Aufklärung in Schweden.

## Leben
Lindblom, ein Sohn des lutherischen Pfarrers Axel Johan Lindblom, immatrikulierte sich nach dem Besuch des Gymnasiums in Linköping 1763 an der Universität Uppsala. Schon im nächsten Jahr zog er als Hauslehrer einer adeligen Familie nach Livland, wo er sich zwei Jahre lang im Privatstudium weiterbildete. Nach Uppsala zurückgekehrt, schloss er das Studium 1770 mit dem Magisterexamen ab. Sein wichtigster Lehrer und Förderer war der Philologe Johan Ihre, der ihm eine Stelle an der Universitätsbibliothek verschaffte. Lindblom stieg bis 1776 zum Vizebibliothekar auf und hatte daneben seit 1773 eine Dozentur für Latein inne, die 1779 in eine außerordentliche Professur umgewandelt wurde. Als enger Mitarbeiter Ihres beteiligte er sich an dessen Lexicon Latino-Svecanum, das erst 1790 abgeschlossen war. Nach Ihres Tod erhielt Lindblom im Februar 1781 die angesehene Skytteanische Professur für Politik und Rhetorik.
König Gustav III., der mehrfach Vorlesungen und Disputationen Lindbloms besucht hatte, ernannte ihn (trotz fehlender theologischer Ausbildung) 1786 als Nachfolger des zum Erzbischof ernannten Uno von Troil zum Bischof des Bistums Linköping. Nach der schnell nachgeholten Ordination konnte Lindblom Anfang 1787 sein Amt antreten. Durch zahlreiche Maßnahmen (u. a. den Einsatz gegen Schwarzbrennerei und für Schutzimpfungen und verbesserte Anbaumethoden) betrieb er seitdem das Programm der Neologie, der deutschen evangelischen Aufklärungstheologie, das er auch durch Übersetzungen (u. a. von Werken von Johann Joachim Spalding und Samuel Friedrich Nathanael Morus) verbreitete. In dem von ihm 1797 gegründeten Journal för prester, der ersten theologischen Zeitschrift Schwedens, setzte er sich darüber hinaus auch für die Philosophie Immanuel Kants ein. Als Mitglied im Ständereichstag unterzeichnete er 1789 in Vertretung des erkrankten Erzbischofs die Vereinigungs- und Sicherheitsacte, die dem König stark erweiterte Rechte sicherte.
Trotz des Widerstands von konservativen Kirchenmännern ernannte König Gustav IV. Adolf Lindblom nach von Troils Tod im März 1805 zum Erzbischof von Uppsala. Bis zu seinem Tod amtierte er als höchster Würdenträger der Schwedischen Kirche. Als wichtigste Aufgabe sah er die Revision der kirchlichen Bücher an, wofür er 1809 einen Vorschlag vorlegte. Als erstes legte er 1810 eine Neuausgabe der Katechismuserklärung von Olof Svebilius vor. Obwohl sie vom König nicht verbindlich vorgeschrieben wurde, war sie im 19. Jahrhundert überwiegend im Gebrauch. Auch die neue Agende von 1811 konnte er stark im Sinne der Aufklärungstheologie beeinflussen. Weniger erfolgreich waren sein Einsatz für eine Revision der Bibelübersetzung, die erst nach seinem Tod abgeschlossen wurde. Auch bei der Erstellung eines neuen Gesangbuchs folgte König Karl XIII. nicht dem Entwurf des von Lindblom geleiteten Komitees; 1819 bestimmte dagegen König Karl XIV. Johann den Entwurf Johan Olof Wallins als offizielles Gesangbuch der Schwedischen Kirche. Mit einer eigenen Dichtung und der Übersetzung eines Lieds von Christian Fürchtegott Gellert war auch Lindblom hier vertreten.
Nach dem Tode Karl XIII. am 5. Februar 1818 zelebrierte Lindblom in Stockholm die Krönung des nachfolgenden Königs Karl XIV.

## Ehrungen
Lindblom erhielt 1793 von der Theologischen Fakultät in Uppsala die Doktorwürde. 1801 wurde er als Ehrenmitglied in die Kungliga Vitterhets Historie och Antikvitets Akademien, 1809 in die Schwedische Akademie aufgenommen (Stuhl 5). Als erster Geistlicher wurde er 1818 mit dem Königlichen Seraphinenorden ausgezeichnet.

## Schriften (Auswahl)
- Afsked till presterskapet i Linköpings stift af erke-biskopen ... Linköping 1806.
- Om böcker hörande till den allmänna undervisningen och religionsvården. Memorial … uppläst i Högv. prest-ståndet den 9 Junii 1809 ... Stockholm 1809.
- Självbiografiska anteckningar från barndoms- och studieåren. Uppsala 1925